# カレン・シメンセン
カレン・シメンセン（ノルウェー語: Karen Simensen、1907年8月26日 - 1996年7月13日）は、ノルウェー、オスロ出身のフィギュアスケート選手（女子シングル）。
1928年サンモリッツオリンピックノルウェー代表。1927年世界選手権ノルウェー代表。

## 主な戦績
| 大会/年      | 1926-27 | 1927-28 |
| ------------ | ------- | ------- |
| オリンピック |         | 16      |
| 世界選手権   | 3       |         |